# Pojoaque

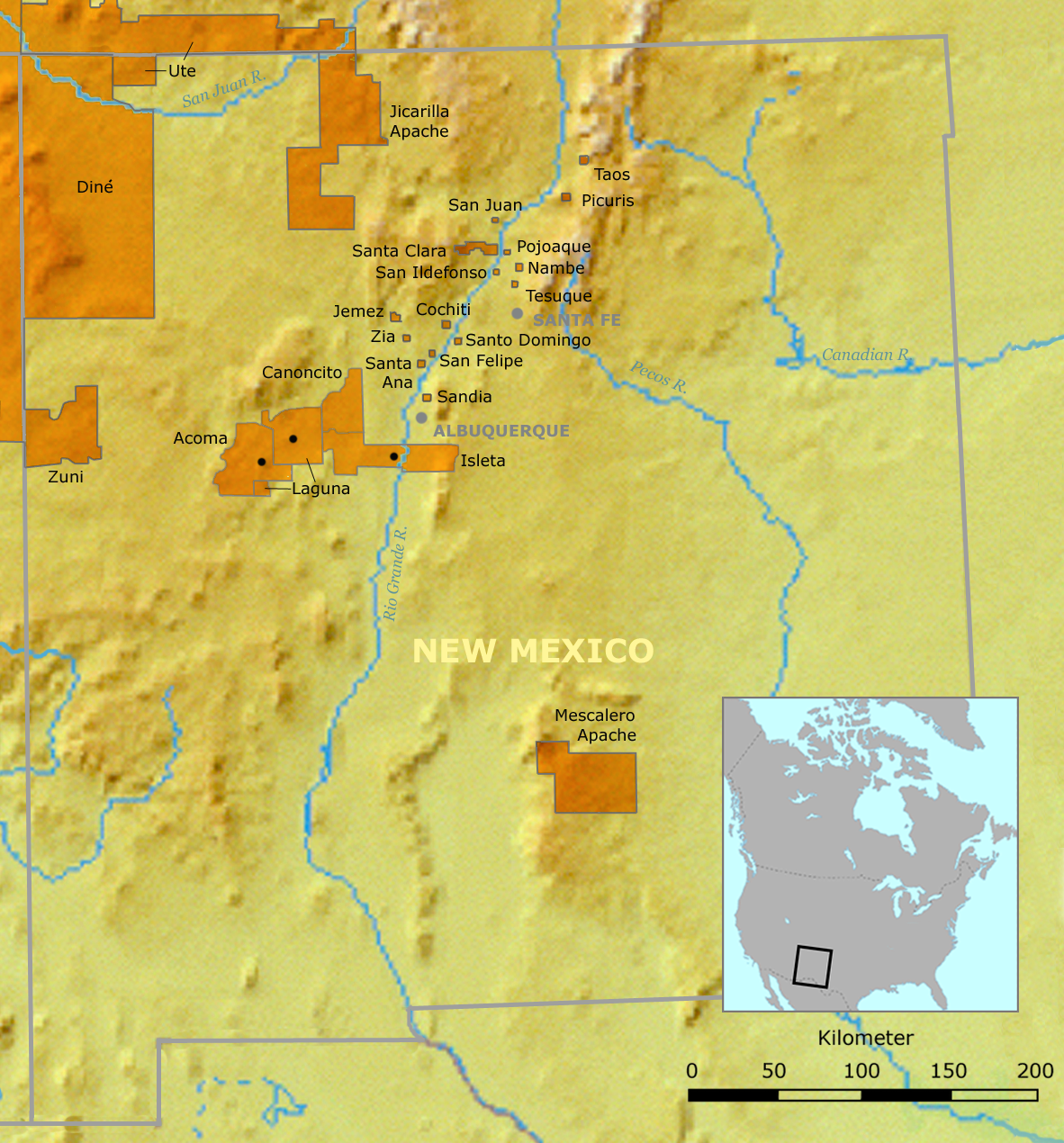
Lage des Pojoaque-Pueblos, benachbarter Pueblos und Reservate in New Mexico

Die Pojoaque sind Puebloindianer und sprechen Tewa, eine Sprache aus der Kiowa-Tano-Sprachfamilie. Sie leben im Südwesten der USA am Rio Grande, etwa 40 km nordwestlich von Santa Fe in New Mexico. Der Name ist eine spanische Verfremdung des Eigennamens Posunwage und bedeutet Platz des Trinkwassers.

## Frühgeschichte
Wahrscheinlich lebten die Anasazi-Vorfahren der heutigen Pojoaque gegen Ende des ersten Jahrtausends n. Chr. in der Gegend, wo die vier Staaten Arizona, New Mexico, Colorado und Utah zusammenstoßen (engl. Four Corners region). Sie bauten und bewohnten Felsenwohnungen (engl. Cliff Dwelling) in Mesa Verde und ein oder mehrere Dörfer im Montezuma Valley im südwestlichen Colorado.
Die Ureinwohner wurden durch zahlreiche Gefahren bedroht. Es gab periodische Dürrezeiten, Heuschreckenplagen, Pestepidemien und das Eindringen der Apachen- und Navajo-Stämme im 15. Jahrhundert, von denen sie oft überfallen und in Kriege verwickelt wurden. In Zeiten des Hungers wurden ihre Vorräte an Lebensmitteln auch von Nachbarn geraubt. Man nimmt an, dass diese ständigen Bedrohungen der Auslöser für ihre Migration in das Tal des Rio Grande waren.

## Geschichte nach 1540
Vor diesem Hintergrund muss die Invasion und die darauf folgende Unterdrückung durch die Spanier ab 1540 gesehen werden. Die Spanier stellten eine erneute Bedrohung dar, die man überleben musste, und das Volk begegnete ihr mit dem gleichen Pragmatismus wie allen anderen Gefahren. Sie übernahmen dasjenige von den Eindringlingen, das sie als gut befanden, und lehnten alle Dinge ab, die sie als Bedrohung für ihre kulturelle Integrität betrachteten.
Jahrzehntelange religiöse Verfolgung und kulturelle Unterdrückung durch die Spanier lösten 1680 einen allgemeinen blutigen Aufstand aller Pueblo-Indianer aus. Nach dem Sieg der Indianer wurden die Repressionen gegen die Religion der Ureinwohner gelockert und die katholische Kirche akzeptierte offenbar eine Koexistenz mit der einheimischen Religion.
Wie ihre Tewa-Nachbarn übernahmen auch die Pojoaque vieles von den Spaniern, was sie als vorteilhaft für ihr tägliches Leben ansahen. Die Spanier brachten Pferde und andere Haustiere, zusammen mit einer Vielfalt von Obst und Gemüse nach New Mexico. Im Gegenzug übernahmen die Spanier von den Pojoaque Mais, Bohnen und Kürbisse, das Wissen über Heilpflanzen und Jagdtechniken der Indianer.
Die Pojoaque mussten einige Male ums Überleben kämpfen. Eine besonders schwierige Zeit begann nach dem Pueblo-Aufstand, als schwere Epidemien die Bevölkerung dezimierten. Im frühen 20. Jahrhundert sollte der Pueblo aufgelöst werden, da es kaum noch Einwohner gab. Doch es kamen viele Pojoaque zurück und retteten so den Bestand des Pueblos.
1946 wurde für die Nachfahren des Originalpueblos ein Reservat eingerichtet. Es gibt zurzeit keine indianischen Zeremonien in Pojoaque, doch einige seiner Einwohner nehmen an Tänzen in den benachbarten Tewa sprechenden Pueblos teil. Im Jahr 2000 gab es 211, davon 60 ständige Bewohner, in dem ca. 47 km² großen Reservat.